# Nhà tình thương

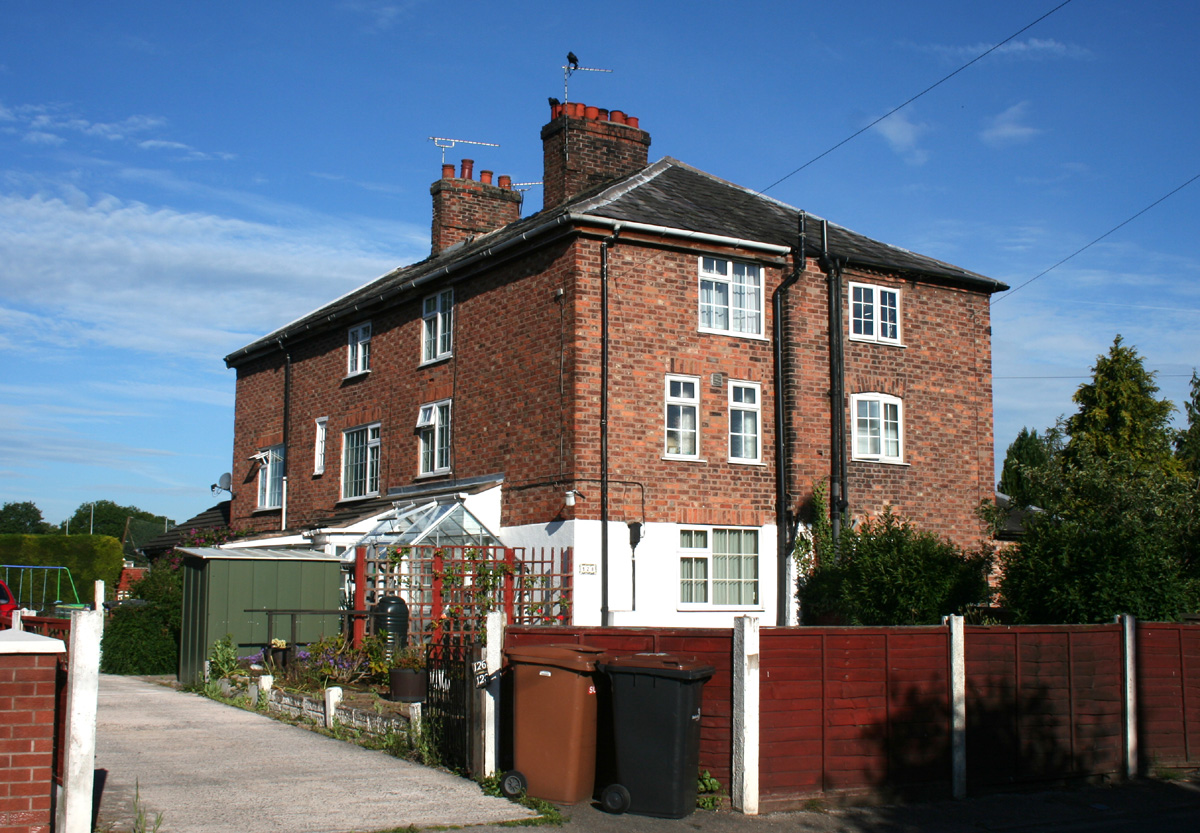
Một ngôi nhà tình thương tập trung tại Anh

Nhà tình thương là những căn nhà ở được xây cất từ nguồn của các hoạt động từ thiện của cộng đồng hay quyên góp của chính quyền hoặc các tổ chức đoàn thể để xây cất những ngôi nhà ở để dành cho những người có hoàn cảnh kinh tế, gia đình khó khăn (thường là người cao tuổi không còn có thể làm việc để kiếm đủ tiền để trả tiền thuê nhà, hoặc những người già cả, neo đơn không nơi nương tựa) để giải quyết vấn đề chỗ ở của họ trong một cộng đồng cụ thể. Chính sách của nhà tình thương thường nhắm vào những người nghèo của địa phương. Việc xây nhà tình thương thường được duy trì bởi một tổ chức từ thiện, hoặc những "mạnh thường quân". Nhà tình thương là một trong những chính sách thiện nguyện xã hội, góp phần rất lớn trong chính sách an sinh xã hội của các quốc gia, chính quyền địa phương.

## Tổng quan

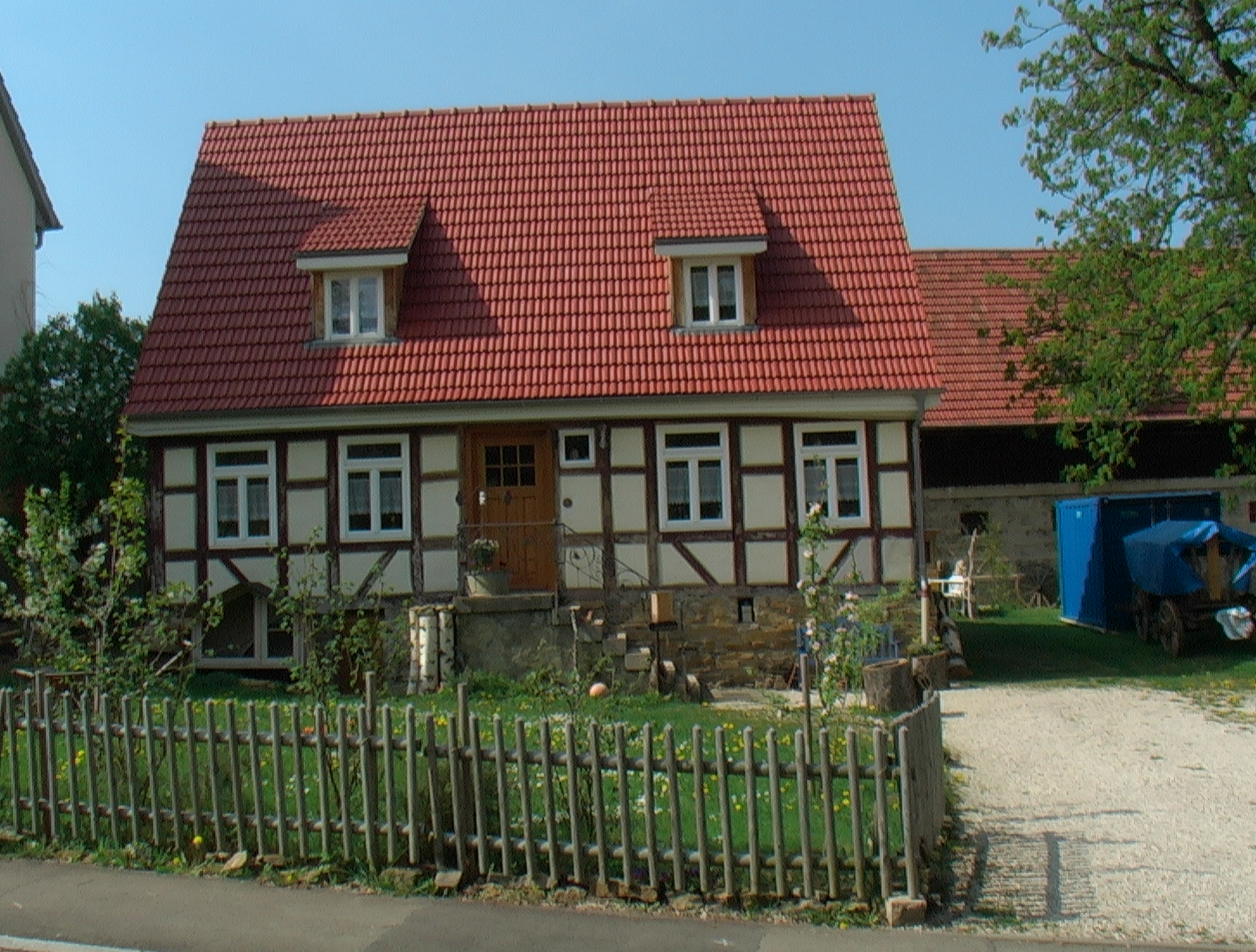
Một ngôi nhà tình thương tại Đức

Nhà tình thương được nhiều tổ chức Thiên chúa giáo châu Âu quyên góp, bố thí từ nguồn tiền trong công đồng giáo dân Kitô giáo xây dựng để tặng để hỗ trợ người nghèo và nghèo khổ. Những ngôi nhà tình thương đầu tiên đã được thành lập từ thế kỷ thứ 10 ở Anh, để cung cấp một nơi cư trú cho người nghèo, người già và người có hoàn cảnh khó khăn, đau khổ. Nhà tình thương đầu tiên được thành lập ở vùng York bởi vua Athelstan có niên đại khoảng 1132. Trong thời Trung Cổ, phần lớn các bệnh viện châu Âu có chức năng như một nhà tình thương.
Thiết kế ban đầu của nhà tình thương là những tòa nhà nối liền nhau theo hình thức nhà tập thể dành cho nhiều người tập trung sinh sống. Cho đến ngày nay ở một số nước như tại Việt Nam, nhà tình thương thường được xây dựng như một hình thức nhà ở độc lập hoàn chỉnh. Ở Việt Nam, cũng như một số nước, nhà tình thương là một chủ trương, chính sách của nhà nước và Đảng cầm quyền kết hợp với sự ủng hộ của xã hội, những người hảo tâm và đã giải quyết một phần về chỗ ở cho những người nghèo khó. Tuy nhiên có nhiều thực trạng cho thấy tại quốc gia này có nhiều tiêu cực trong việc xây dựng nhà tình thương như sai đối tượng, rút ruột công trình....